# Amphoe Phran Kratai
Amphoe Phran Kratai (Thai: อำเภอ พรานกระต่าย) ist ein Landkreis (Amphoe – Verwaltungs-Distrikt) im Norden der  Provinz Kamphaeng Phet in der Nordregion von Thailand.

## Geographie
Amphoe Phran Kratai wird vom Südosten aus gesehen von den folgenden Amphoe begrenzt: Lan Krabue, Sai Ngam, Mueang Kamphaeng Phet, Kosamphi Nakhon in der Provinz Kamphaeng Phet, Amphoe Mueang Tak in der Provinz Tak sowie Ban Dan Lan Hoi und Khiri Mat in der Provinz Sukhothai.

## Geschichte
Amphoe Phran Kratai wurde bereits 1895 gegründet. 
Der Name geht zurück auf eine aus der Zeit des Königreichs Sukhothai stammende lokale Legende, die von einem Jäger (พราน - phran) und einem Hasen (กระต่าย - kratai) handelt. Der Jäger untersuchte die Gegend südlich von Sukhothai, um eine strategisch günstige Stelle für die Anlage einer Grenzstadt zu finden. Er verbrachte die Nacht in der Gegend des heutigen Amphoe Phran Kratai, wo er vor einer Höhle einen Hasen mit goldenem Fell erblickte, der sich jedoch blitzschnell zurückzog. Der Jäger berichtete dem König von Sukhothai von dem Vorfall und meldete sich freiwillig, den Hasen aufzuspüren und zu fangen. Obwohl er eine kleine Ansiedlung vor der Höhle errichtete, konnte er den Hasen nicht fangen. Später fanden immer mehr Menschen den Weg in die Siedlung und nannten sie nach dem Jäger Ban Phran Kratai.

## Verwaltung

### Provinzverwaltung
Der Landkreis Phran Kratai ist in zehn Tambon („Unterbezirke“ oder „Gemeinden“) eingeteilt, die sich weiter in 116 Muban („Dörfer“) unterteilen.
| Nr. | Name              | Thai        | Muban | Einw.  |
| --- | ----------------- | ----------- | ----- | ------ |
| 01. | Phran Kratai      | พรานกระต่าย  | 13    | 11.700 |
| 02. | Nong Hua Wua      | หนองหัววัว    | 08    | 04.652 |
| 03. | Tha Mai           | ท่าไม้        | 14    | 08.894 |
| 04. | Wang Khuang       | วังควง       | 12    | 07.135 |
| 05. | Wang Tabaek       | วังตะแบก     | 10    | 05.157 |
| 06. | Khao Khirit       | เขาคีริส      | 18    | 08.080 |
| 07. | Khui Ban Ong      | คุยบ้านโอง    | 08    | 04.433 |
| 08. | Khlong Phikrai    | คลองพิไกร    | 10    | 05.932 |
| 09. | Tham Kratai Thong | ถ้ำกระต่ายทอง | 14    | 09.392 |
| 10. | Huai Yang         | ห้วยยั้ง       | 09    | 05.201 |

### Lokalverwaltung
Es gibt vier Kommunen mit „Kleinstadt“-Status (Thesaban Tambon) im Landkreis:
- Khao Khirit (Thai: เทศบาลตำบลเขาคีริส) bestehend aus dem kompletten Tambon Khao Khirit.
- Phran Kratai (Thai: เทศบาลตำบลพรานกระต่าย) bestehend aus den Teilen der Tambon Phran Kratai, Tham Kratai Thong.
- Khlong Phikrai (Thai: เทศบาลตำบลคลองพิไกร) bestehend aus dem kompletten Tambon Khlong Phikrai.
- Ban Phran (Thai: เทศบาลตำบลบ้านพราน) bestehend aus Teilen des Tambon Phran Kratai.

Außerdem gibt es sieben „Tambon-Verwaltungsorganisationen“ (องค์การบริหารส่วนตำบล – Tambon Administrative Organizations, TAO)
- Nong Hua Wua (Thai: องค์การบริหารส่วนตำบลหนองหัววัว) bestehend aus dem kompletten Tambon Nong Hua Wua.
- Tha Mai (Thai: องค์การบริหารส่วนตำบลท่าไม้) bestehend aus dem kompletten Tambon Tha Mai.
- Wang Khuang (Thai: องค์การบริหารส่วนตำบลวังควง) bestehend aus dem kompletten Tambon Wang Khuang.
- Wang Tabaek (Thai: องค์การบริหารส่วนตำบลวังตะแบก) bestehend aus dem kompletten Tambon Wang Tabaek.
- Khui Ban Ong (Thai: องค์การบริหารส่วนตำบลคุยบ้านโอง) bestehend aus dem kompletten Tambon Khui Ban Ong.
- Tham Kratai Thong (Thai: องค์การบริหารส่วนตำบลถ้ำกระต่ายทอง) bestehend aus Teilen des Tambon Tham Kratai Thong.
- Huai Yang (Thai: องค์การบริหารส่วนตำบลห้วยยั้ง) bestehend aus dem kompletten Tambon Huai Yang.